# Triolena barbeyana
Triolena barbeyana är en tvåhjärtbladig växtart som beskrevs av Célestin Alfred Cogniaux. Triolena barbeyana ingår i släktet Triolena och familjen Melastomataceae. Inga underarter finns listade i Catalogue of Life.